# Adrien Séguret
Pour les articles homonymes, voir Seguret (homonymie).
Pas d'image ? Cliquez ici

a Compétitions nationales et continentales officielles uniquement.

b Matchs officiels uniquement.
Dernière mise à jour le 25 mars 2025.
Adrien Séguret, né le 22 juillet 1998 à Paris, est un joueur français de rugby à XV jouant au poste de centre pour le Castres olympique.

## Biographie
Formé au SC Albi avec lequel il joue jusqu'en catégorie espoir, il est recruté par le Lyon OU en 2017 pour y commencer sa carrière professionnelle.
Il devient notamment champion du monde junior en 2018 avec l'équipe de France des moins de 20 ans, il fait ensuite ses débuts en Top 14 avec le LOU rugby lors de la saison 2017-2018.
En 2019, il prolonge son contrat de deux saisons avant d'être prêté pour un an au Stade montois,.
Il s'engage au FC Grenoble pour deux ans à partir de juillet 2020.
À la fin de la saison 2020-2021, il est le joueur le plus utilisé par le FCG, il l'est encore une fois la saison suivante où il inscrit notamment 9 essais.
En 2022, il rejoint le Castres olympique en Top 14. En juin 2023, il prolonge son contrat avec le CO jusqu'en 2026.

## Palmarès
- Vainqueur du Tournoi des Six Nations des moins de 20 ans en 2018.
- Vainqueur du Championnat du monde junior 2018.